# Julius Adolf Schmits
Julius Adolf Schmits (* 3. Juli 1825 in Elberfeld; † 2. Juli 1899 in Bad Ems) war ein deutscher Textilfabrikant.

## Leben

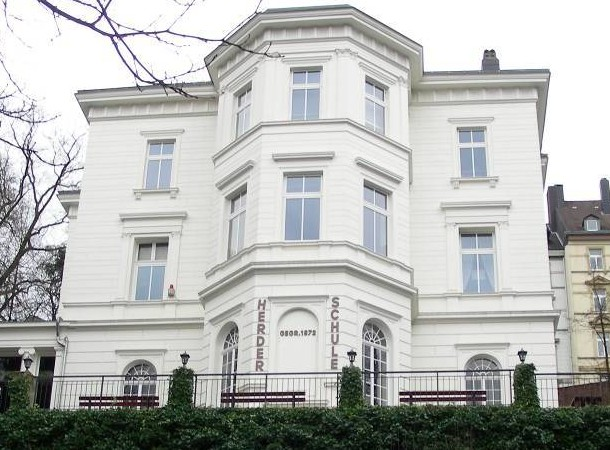
Die Villa Schmits (erbaut 1882), heute Herder-Schule

Sein Vater Johann Adolf Schmits (1783–1841) verlegte 1828 das Familienunternehmen für Möbel- und Mantelstoffe von Mönchengladbach nach Elberfeld. Er führte es dort seit 1835 als Firma Schmits und Holthaus fort. Nach seinem Tod und dem Ausscheiden von Clemens August Holthaus 1852 nahm seine Witwe Johanna Maria Siebel ihren Sohn Julius Adolf mit hinein ins Geschäft. Das Firmengebäude lag in der Luisenstraße 3–5 in Elberfeld.
Julius Adolf Schmits heiratete 1852 Luise de Landas, mit der er zwei Kinder, Luise (1853–1918) und Julius (1855–1916) hatte. Er führte den Titel Kommerzienrat und ließ sich 1882 von dem Architekten Heinrich Bramesfeld eine Villa direkt gegenüber der Elberfelder Sophienkirche in der Luisenstraße errichten.
Julius Adolf Schmits leitete das Textilunternehmen erst mit seiner Mutter und von 1883 bis 1895 zusammen mit seinem Sohn Julius. Dieser tat sich nach Aufgabe der Firma im Jahr 1901 als Mäzen des heutigen Von der Heydt-Museums hervor.